# San Nazzaro Sesia
San Nazzaro Sesia (La Badìa in piemontese) è un comune italiano di 698 abitanti della provincia di Novara in Piemonte. Una parte del comune è compresa nel parco naturale delle Lame del Sesia. Nel suo territorio nasce il torrente Sesiella, affluente del Sesia. Al suo interno vi è l'abbazia dei Santi Nazario e Celso, tra i più importanti esempi di gotico lombardo italiano.

## Monumenti e luoghi d'interesse

### Abbazia dei Santi Nazario e Celso

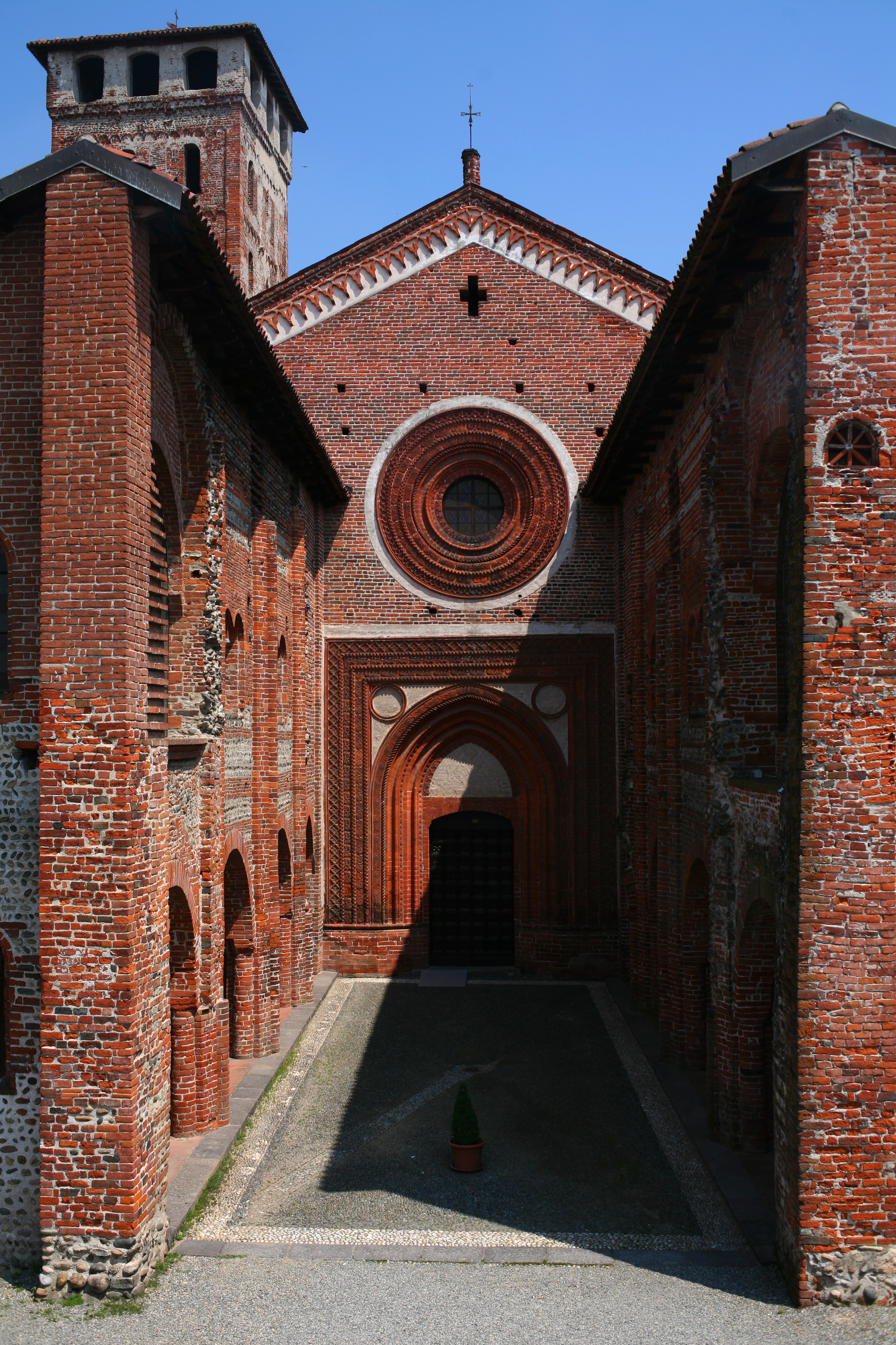
L'abbazia

L'abbazia rappresenta uno dei complessi monastici più significativi esistenti in Piemonte. È costituita da una cinta muraria con torrette angolari circolari, un alto campanile romanico, una chiesa in stile gotico lombardo ed un elegante chiostro con un ciclo quattrocentesco di affreschi dedicati alle storie di San Benedetto.

### Santuario della Madonna della Fontana
Il Santuario, risalente al XVI secolo, si trova a circa 1,5 km dal centro del paese, al termine di un lungo viale alberato.

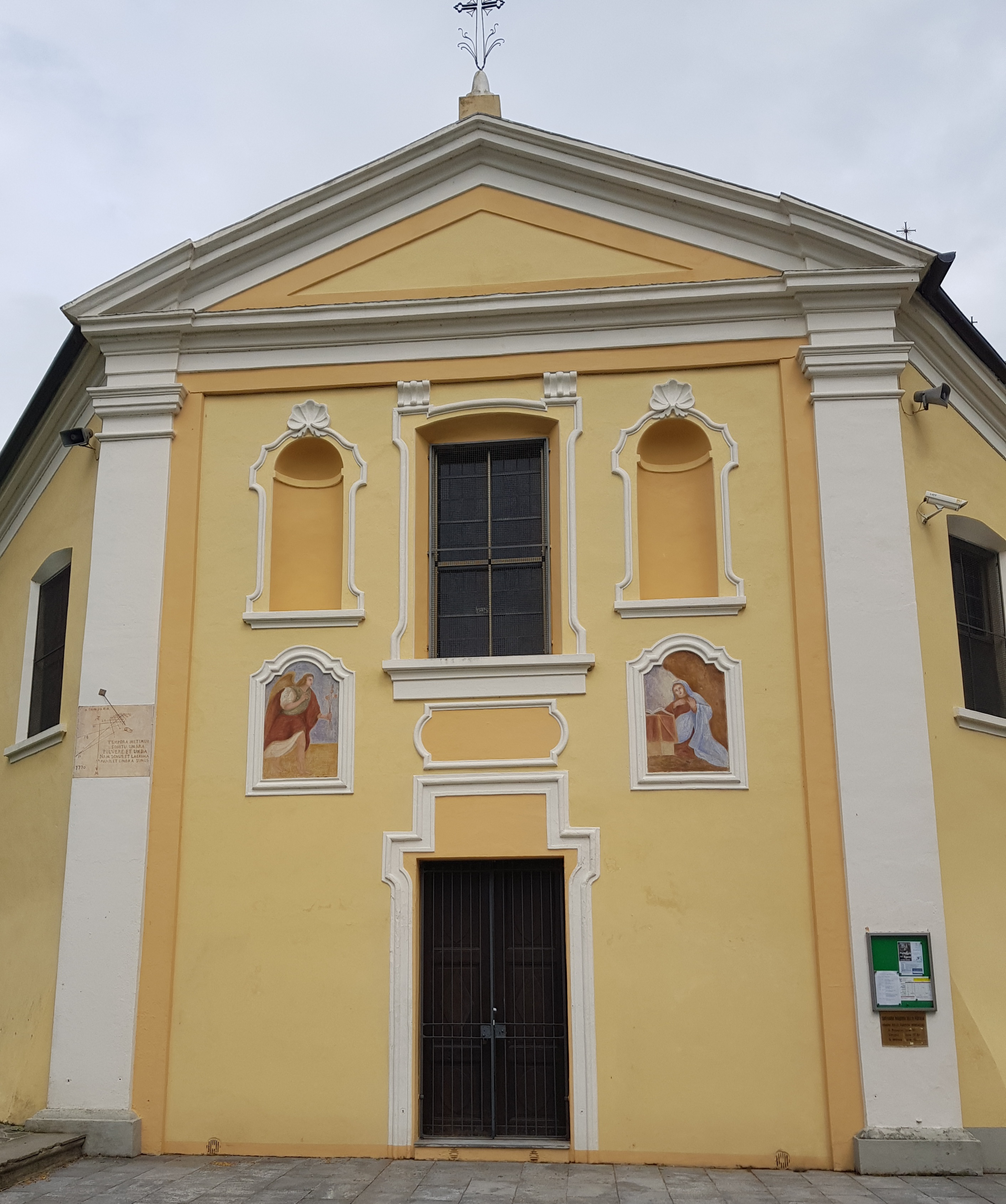
La facciata
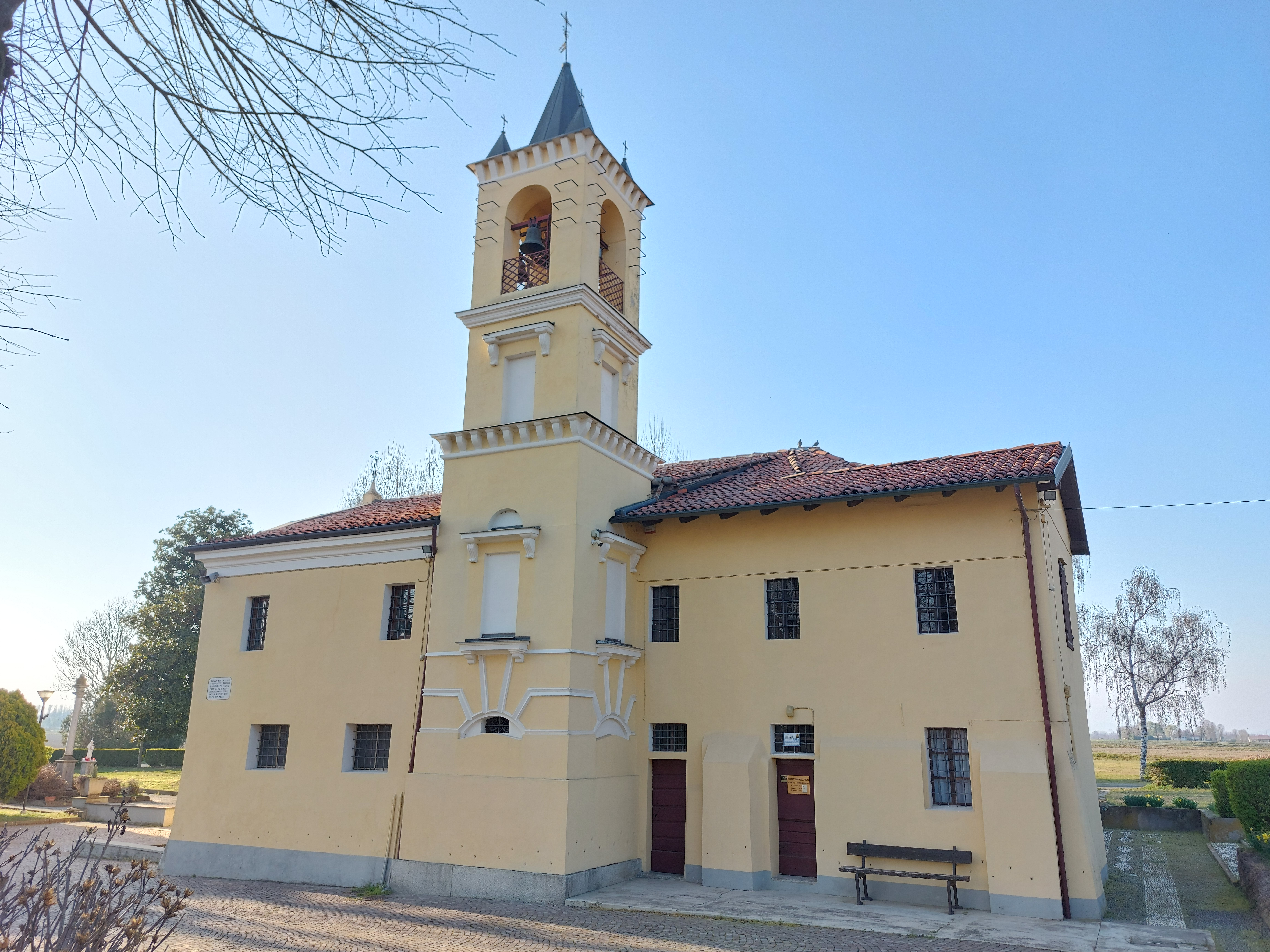
Il Santuario visto da sud

### Antica Ghiacciaia
Nel territorio comunale si conserva un’antica ghiacciaia, struttura in muratura semi-interrata un tempo utilizzata per la raccolta e la conservazione del ghiaccio naturale, destinato per somministrare nell’estate il ghiaccio agli ammalati poveri.

## Cultura

### Musei
- Museo dei ceppi[7]  "Piero Baudo".

## Società

### Evoluzione demografica
Abitanti censiti

## Amministrazione

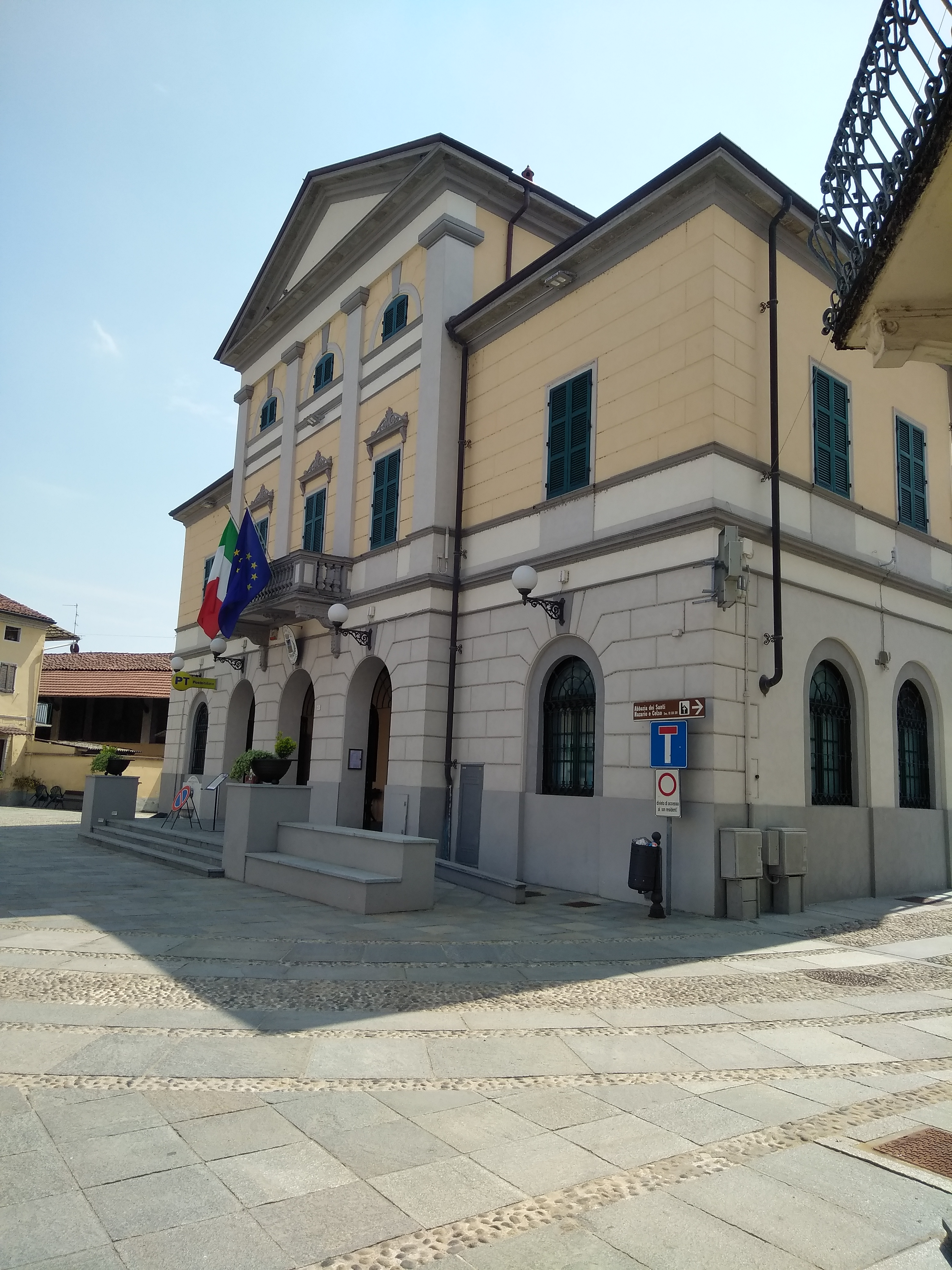
Il municipio

Di seguito è presentata una tabella relativa alle amministrazioni che si sono succedute in questo comune.
| Periodo          | Periodo          | Primo cittadino    | Partito                                     | Carica              | Note  |
| ---------------- | ---------------- | ------------------ | ------------------------------------------- | ------------------- | ----- |
| 16 gennaio 1988  | 21 maggio 1990   | Annibale Andreoni  | -                                           | Sindaco             | [ 9 ] |
| 21 maggio 1990   | 24 aprile 1995   | Annibale Andreoni  | -                                           | Sindaco             | [ 9 ] |
| 24 aprile 1995   | 14 giugno 1999   | Annibale Andreoni  | centro-sinistra                             | Sindaco             | [ 9 ] |
| 14 giugno 1999   | 23 febbraio 2001 | Annibale Andreoni  | sinistra                                    | Sindaco             | [ 9 ] |
| 23 febbraio 2001 | 14 maggio 2001   | Michele Basilicata |                                             | Comm. straordinario | [ 9 ] |
| 14 maggio 2001   | 29 maggio 2006   | Mauro Crivelli     | centro-sinistra                             | Sindaco             | [ 9 ] |
| 29 maggio 2006   | 16 maggio 2011   | Stefano Zanzola    | lista civica                                | Sindaco             | [ 9 ] |
| 16 maggio 2011   | 16 giugno 2016   | Stefano Zanzola    | lista civica: San Nazzaro cresce            | Sindaco             | [ 9 ] |
| 16 giugno 2016   | 4 ottobre 2021   | Stefano Zanzola    | San Nazzaro Chiama                          | Sindaco             |       |
| 04 ottobre 2021  |                  | Dario Delbò        | Lista civica Badia Innovazione & Tradizione | Sindaco             |       |